# Občina Kamnik
Občina Kamnik je ena izmed občin v Sloveniji s približno 30.000 prebivalci in s središčem v mestu Kamnik.
Občina leži na severu osrednje Slovenije in obsega velik del hribovitega in goratega območja Kamniško-Savinjskih Alp. 

## Mestna občina
Občina si je prizadevala pridobiti status mestne občine. Vlada Republike Slovenije je 2. julija 2009 zavrnila ta predlog in ostalih 9 občin, ker niso izpolnjevale dveh pogojev: najmanj 20.000 prebivalcev in 15.000 delovnih mest.

## Naselja v občini
Bela Peč, Bela, Bistričica, Brezje nad Kamnikom, Briše, Buč, Cirkuše v Tuhinju, Češnjice v Tuhinju, Črna pri Kamniku, Črni Vrh v Tuhinju, Gabrovnica, Godič, Golice, Gozd, Gradišče v Tuhinju, Hrib pri Kamniku, Hruševka, Jeranovo, Kališe, Kamnik, Kamniška Bistrica, Klemenčevo, Kostanj, Košiše, Kregarjevo, Krivčevo, Kršič, Laniše, Laseno, Laze v Tuhinju, Liplje, Loke v Tuhinju, Mali Hrib, Mali Rakitovec, Markovo, Mekinje, Motnik, Nevlje, Okrog pri Motniku, Okroglo, Oševek, Pirševo, Podbreg, Podgorje, Podhruška, Podjelše, Podlom, Podstudenec, Poljana, Poreber, Potok v Črni, Potok, Praproče v Tuhinju, Pšajnovica, Ravne pri Šmartnem, Rožično, Rudnik pri Radomljah, Sela pri Kamniku, Sidol, Smrečje v Črni, Snovik, Soteska, Sovinja Peč, Spodnje Palovče, Spodnje Stranje, Srednja vas pri Kamniku, Stahovica, Stara Sela, Stebljevek, Stolnik, Studenca, Šmarca, Šmartno v Tuhinju, Špitalič, Trebelno pri Palovčah, Trobelno, Tučna, Tunjice, Tunjiška Mlaka, Vaseno, Velika Lašna, Velika Planina, Veliki Hrib, Veliki Rakitovec, Vir pri Nevljah, Vodice nad Kamnikom, Volčji Potok, Vranja Peč, Vrhpolje pri Kamniku, Zagorica nad Kamnikom, Zajasovnik, Zakal, Zavrh pri Črnivcu, Zduša, Zgornje Palovče, Zgornje Stranje, Zgornji Motnik, Zgornji Tuhinj, Znojile, Žaga, Žubejevo, Županje Njive

## Geografska območja v občini
- Kamniško-Savinjske Alpe (imenovane po kraju)
  - Velika planina
  - Kamniška Bistrica, dolina in istoimenska reka
- Tuhinjska dolina
- Menina planina

## Vrhovi
- Brana (2252m)
- Kamniški vrh (1259m)
- Ojstrica (2350m)
- Planjava (2394m)

## Turistične zanimivosti
- Arboretum Volčji Potok
- Zdravilni gaj, Tunjice
- Marijina kapelica, Županje Njive
- Terme Snovik
- cerkev Matere Božje
- Cerkvi sv. Primoža in sv. Petra nad Kamnikom  (zgodovinsko pomembne freske in gotska arhitektura)
- Budnarjeva muzejska hiša
- Velika planina